# Steindachnerina elegans
Espèce
Synonymes
- Curimatus elegans Steindachner, 1875[1]
- Curimata elegans (Steindachner, 1875)
- Curimata elegans elegans (Steindachner, 1875)
- Pseudocurimata elegans (Steindachner, 1875)
- Pseudocurimata elegans elegans (Steindachner, 1875)
- Curimatus albula Lütken, 1875
- Curimatus elegans bahiensis Eigenmann & Eigenmann, 1889
- Curimata elegans bahiensis (Eigenmann & Eigenmann, 1889)
- Pseudocurimata elegans bahiensis (Eigenmann & Eigenmann, 1889)
- Curimata notonota (non Miranda Ribeiro, 1937)

Steindachnerina elegans est une espèce de poissons de la famille des Curimatidae et de l'ordre des Characiformes. L'espèce est trouvée dans les rivières Pardo et Jequitinhonha dans les États de Bahia et du Minas Gerais, et dans le bassin du fleuve São Francisco et des rivières côtières dans l'État de Bahia au Brésil.